# Petruška Šustrová
Petruska Sustrova (en checo. Petruška Šustrová; Praga, 18 de mayo de 1947- 6 de mayo de 2023) fue una periodista, política, publicista, traductora y disidente checa. 
Estudió en la Facultad de Artes de la Universidad Carolina de Praga. A finales de 1969 fueron detenidos 12 miembros del movimiento; pasó dos años en la cárcel. Después de ser liberada, comenzó a transcribir materiales. Fue signataria y portavoz de la Carta 77. en la Nochebuena de 1976.
En 2004 recibió la Cruz de Oficial de la Orden del Mérito de la República de Polonia.

## Filmogrfía
- Cabezas de papel

## Libros
- Služebníci slova
- Zaostřeno na komunismus